# Констанция Кастильская (королева Франции)
Констанция (Констанс) Кастильская (ок. 1140 — 4 октября 1160, Париж) — инфанта Кастильская и королева Франции, дочь Альфонсо VII, короля Кастилии и Леона, и Беренгарии Барселонской, дочери Рамона Беренгера III, графа Барселоны.

## Биография
После развода короля Франции Людовика VII с Алиенорой Аквитанской в 1152 году (официальной причиной развода было близкое родство), король уже в 1154 году выбрал в качестве новой жены Констанцию. При этом он находился с Констанцией в более близких родственных отношениях, чем с Алиенорой, но папа римский Анастасий IV дал разрешение.
За время брака Констанция родила мужу двух дочерей и умерла от родов при рождении второй дочери. Похоронена она была в аббатстве Сен-Дени. Очень нуждающийся в сыне король Людовик VII уже через 5 месяцев после её смерти женился в третий раз.

## Брак и дети
Муж: с января/июля 1154 (Орлеан) Людовик VII Молодой (1120 — 18 сентября 1180), король Франции с 1137.
Дети:
- Маргарита (1158—1197); 1-й муж: с 1172 Генрих (III) Молодой Король (1155—1183), герцог Нормандии; 2-й муж: с 1186 Бела III (ок. 1148—1196), король Венгрии
- Адель (4 октября 1160—1218/1221)[1], графиня де Вексен; муж: с 1195 Гильом IV Тальва (ок. 1179 — 4 октября 1221), граф де Понтье